# Benjamin Guggenheim
Benjamin Guggenheim (Filadelfia, Pensilvania, 26 de octubre de 1865 - Océano Atlántico, en el hundimiento del RMS Titanic, 15 de abril de 1912) fue un empresario estadounidense, el quinto de los siete hijos del magnate dedicado a la minería y la metalurgia Meyer Guggenheim.

## Biografía
Aunque Ben Guggenheim había heredado una considerable suma de su padre, no tenía habilidad para los negocios, por lo que su herencia disminuyó considerablemente debido a un buen número de inversiones desastrosas.
Contrajo matrimonio con Floretta Seligman, hija de James Seligman, un prominente banquero de Nueva York y uno de los socios principales de la firma J & W Seligman, y de Rosa Seligman (de soltera Content). Tuvieron tres hijas. Una de ellas fue la futura mecenas Peggy Guggenheim. Sin embargo, teniendo una conocida fama de mujeriego, vivía habitualmente en su apartamento de París lejos de su esposa y de sus hijas, aparentemente por motivos de sus negocios y en realidad viviendo con alguna de sus múltiples amantes.

## ElTitanic
Cuando el miércoles 10 de abril de 1912 embarcó en el RMS Titanic en Cherburgo (Francia), lo acompañaba su amante, una cantante francesa llamada Léontine Aubart, así como un pequeño grupo de criados: un chófer, una doncella, y sobre todo su mayordomo y hombre de confianza Giglio, con quien posteriormente hallaría la muerte.
Guggenheim y Giglio se encontraban durmiendo cuando el Titanic chocó contra el iceberg. Ninguno de los dos le dio importancia y no se molestaron en levantarse. Henry Samuel Etches, el tripulante encargado de su camarote intentó que el mayordomo despertase a su señor, no consintiéndolo éste, puesto que '"sólo se trataba de un iceberg entre muchísimos icebergs". Más tarde, viendo el cariz que comenzaban a tomar los acontecimientos, Guggenheim fue levantado y persuadido para que se vistiese con ropa de abrigo y subiese a la cubierta del barco. Cuando Guggenheim despidió a su amante y a su criada en el bote 9 les dijo que se verían pronto y que volverían a viajar en el Titanic.
Según se cuenta, que una vez comprobaron lo difícil de su situación, cuando el millonario se dio cuenta de que el buque se hundía sin remedio, bajó a su camarote y cambió su salvavidas y su jersey por un frac. Víctor Giglio hizo lo mismo. Cuando regresaron juntos a cubierta, Etches los reprendió por quitarse los salvavidas, a lo que Guggenheim le respondió: "Nos vestimos con lo mejor y estamos dispuestos a hundirnos como caballeros. Si algo me pasa dile a mi esposa que hice todo lo posible por cumplir con mi deber".
Tanto él como sus dos criados perecieron en el desastre. Sus cuerpos nunca fueron recuperados.